# The Review of Economic Studies
The Review of Economic Studies (també coneguda com REStud) és una revista acadèmica trimestral revisada per parells que cobreix temes d'economia. La revista és àmpliament considerada una de les 5 revistes més importants en economia. Està gestionada pel consell editorial que actualment presideix Ruben Enikolopov. Els editors directors conjunts actuals són Thomas Chaney de la Universitat del Sud de Califòrnia, Xavier D'Haultfoeuille al Centre de Recerca en Economia i Estadística, Andrea Galeotti de la London Business School, Bard Harstad a la Stanford Graduate School of Business, Nir Jaimovich a la Universitat de Califòrnia, San Diego, Katrine Loken de la Norwegian School of Economics, Elias Papaioannou de la London Business School, Vincent Sterk del University College de Londres i Noam Yuchtman de la Universitat d'Oxford. Segons Journal Citation Reports, la revista té un factor d'impacte 2020 de 6.345.